# Halitosis
La halitosis es un signo clínico caracterizado por mal aliento u olor bucal desagradable. Generalmente está provocada por bacterias, y afecta al 25% de la población.

## Epidemiología
Tiene una gran prevalencia en la población general. Se estima que más del 50% de las personas la padecen en algún momento de su vida. Es muy frecuente presentar halitosis al despertar por la mañana, después de varias horas de sueño, cuando las estructuras de la boca han estado en reposo y la producción de saliva ha sido muy escasa. Es más frecuente en personas que superan los 50 años de edad. Las personas de todas las edades pueden tener mal aliento, pero es más común en los adolescentes de 12 a 20 años. 

## Factores
Esto se debe a una serie de factores, incluyendo:
- Cambios hormonales: Los cambios hormonales que se producen durante la pubertad pueden alterar la composición de la saliva y la microbiota oral. En algunos casos, estos cambios pueden provocar un olor desagradable en la boca.
- Mala higiene bucal: Los adolescentes suelen ser más descuidados con su higiene bucal que los adultos. Esto puede provocar la acumulación de placa y sarro, que pueden causar mal aliento.
- Dieta: Los adolescentes suelen consumir más alimentos que pueden causar mal aliento, como el ajo, la cebolla, el curry y las carnes rojas.

El mal aliento en suele describirse como un olor a pescado crudo, huevo podrido, excremento o a calzones sucios. Este olor depende a la dieta o género por ejemplo es más común que a las mujeres les huela a pescado crudo, y se debe a la presencia de compuestos orgánicos volátiles (COV) en la boca. Los COV son sustancias que se liberan al aire y que pueden ser detectadas por el olfato. 
Significan compuesto orgánicos volátiles Son sustancias químicas que contienen carbono y se convierten fácilmente en vapores o gases. Junto con el carbono, contienen elementos como hidrógeno, oxígeno, flúor, cloro, bromo, azufre o nitrógeno.Los COV pueden tener un impacto negativo en la salud humana y el medio ambiente. Pueden causar problemas respiratorios, alergias, irritación de los ojos y la piel, y cáncer. También pueden contribuir a la contaminación del aire y el agua, en este caso se genera al comer se acumula los alimentos entre los dientes y encías se descompone y empieza a apestar y las partículas salen de la boca de la persona en forma de pequeñas motas y semigaseosos llegando a irritar la boca y las vías respiratorias de la persona que huele la boca de la persona con halitosis, en este caso si el olor es muy fuerte. El mal aliento en la boca puede afectar su vida social de varias maneras. Puede hacer que las personas se sientan incómodos en situaciones sociales, puede dificultar la comunicación y puede causar problemas de autoestima. Si el mal aliento es persistente, es importante consultar a un médico para descartar una condición médica subyacente o evitar una enfermedad crónica, salud mental o incluso la muerte.   
Además, la respiración por la boca puede causar que la boca se seque. La saliva ayuda a mantener la boca húmeda y limpia. Cuando la boca está seca, es más probable que se acumulen bacterias, lo que puede empeorar el mal aliento.

## Etiología
Las causas de la halitosis pueden ser múltiples, desde escasa higiene bucal, hasta enfermedades tan graves como el cáncer de pulmón, pasando por la gastritis crónica, aunque la gran mayoría tienen su origen en la propia boca.
El mal olor de la boca se produce por descomposición bacteriana de restos de alimentos entre los dientes, de saliva, de células de la mucosa oral o de sangre, que producen sustancias volátiles como ácidos grasos simples como el ácido butírico, ácido propiónico, ácido valérico y componentes de sulfurados derivados de las proteínas como la putrescina y cadaverina. Debido a esta producción de sustancias, más del 85-90 % de las halitosis tienen su origen en la cavidad oral y cuando no existe patología, suele ser por higiene bucal escasa.
El consumo de ajo y cebolla también puede ser causa de halitosis.

## Tratamiento
En clínica se observa frecuentemente que una de las causas más comunes de halitosis es la gastritis crónica. El tratamiento correspondiente alivia o cura este síntoma.
El tratamiento de la halitosis, no resultante de otras enfermedades anteriormente mencionadas, tiene distintas posibilidades:
- Evitar el tabaco, alcohol, café y alimentos de intenso sabor u olor como el ajo y la cebolla, que potencian la halitosis.[3]
- Ingesta abundante de agua: se recomienda beber entre uno y dos litros de agua al día para favorecer la producción de saliva.
- Cepillado dental, como mínimo tres veces al día o después de cada comida principal y sobre todo nunca olvidar antes de ir a dormir por la noche. El cepillado de los dientes debe realizarse en todas sus caras y también debe incluir el dorso de la lengua mediante rascadores linguales y realizar gargarismo para limpiar esa zona. Se recomienda un cepillo dental suave si sangran las encías.
- Colutorios bucales (especialmente los que contienen agentes antisépticos) tras el cepillado o entre cepillados. Su eficacia es transitoria y no deberían sustituir al cepillado dental sino complementarlo.
- Uso de seda dental: para eliminar los restos de comida incrustados entre los dientes. Debe realizar después de las comidas y antes del cepillado dental.
- Masticar chicle sin azúcar es otro remedio contra la halitosis entre las comidas o entre cepillados de dientes, debido a que se aumenta la producción de saliva. Tampoco debe sustituir al cepillado dental. Los chicles con xilitol, además, tienen un efecto bacteriostático debido a la neutralización de los ácidos y evitan la formación de placa dental.
- Acudir a un odontólogo que explore la cavidad oral, todas las piezas dentarias y las encías. Es posible que aconseje una tartrectomía para eliminar el sarro y la placa bacteriana y trate las piezas dentales con caries o extraiga las piezas en muy mal estado.